# Házená na Letních olympijských hrách 2024
Házenkářské turnaje na Letních olympijských hrách 2024 proběhnou od 25. července do 11. srpna 2024. Turnaje se odehrají na stadionech Parc des expositions de Paris-Nord Villepinte (skupiny) a Stade Pierre-Mauroy. Do každé kategorie se kvalifikovalo 12 družstev.

## Turnaj mužů
| Zlato   | Dánsko (DEN)    |
| Stříbro | Německo (GER)   |
| Bronz   | Španělsko (ESP) |

## Turnaj žen
| Zlato   | Norsko (NOR)  |
| Stříbro | Francie (FRA) |
| Bronz   | Dánsko (DEN)  |